# Gerhard von Rad
Gerhard von Rad

Link zum Bild

Gerhard Paul von Rad (* 21. Oktober 1901 in Nürnberg; † 31. Oktober 1971 in Heidelberg) war ein deutscher evangelischer Bibelwissenschaftler. Sein Fach war das Alte Testament. Nach Studium in Erlangen und Tübingen promovierte er 1929 bei Otto Procksch mit einer Arbeit über das Buch Deuteronomium. Er gehörte ab 1930 als Privatdozent in Leipzig zu den akademischen Schülern Albrecht Alts und übernahm die von diesem entwickelte territorialgeschichtliche Methode.
Im Jahr 1934 erhielt er einen Ruf an die Friedrich-Schiller-Universität Jena. Die Deutschen Christen Thüringer Richtung dominierten Fakultät und Landeskirche. Da diese alles Jüdische aus dem Christentum entfernen wollten, wurde auch die hebräische Sprache und das im Original auf Hebräisch und Aramäisch geschriebene Alte Testament radikal entwertet. Dementsprechend stand von Rad mit seinen Lehrveranstaltungen in Jena zunehmend im Abseits. Von Rad war vor allem durch Vortragstätigkeit in der Bekennenden Kirche aktiv, der er formell aber erst ab 1939 angehörte. Vor dem Hintergrund des Kirchenkampfes stellte von Rad die theologische Bedeutung des Alten Testaments für die christliche Kirche heraus.
Nach kurzem Kriegseinsatz und der Erfahrung amerikanischer Lagerhaft nahm von Rad 1945 einen Ruf an die Universität Göttingen an. Die von ihm angebotenen Vorlesungen und Seminare waren sehr stark besucht; noch mehr galt das für die Universität Heidelberg, wo er von 1949 bis zur Emeritierung 1967 lehrte. In Heidelberg verfasste von Rad seine Hauptwerke: Theologie des Alten Testaments (zwei Bände 1957 und 1960) und Weisheit in Israel (1970).

## Leben

### Familiärer Hintergrund

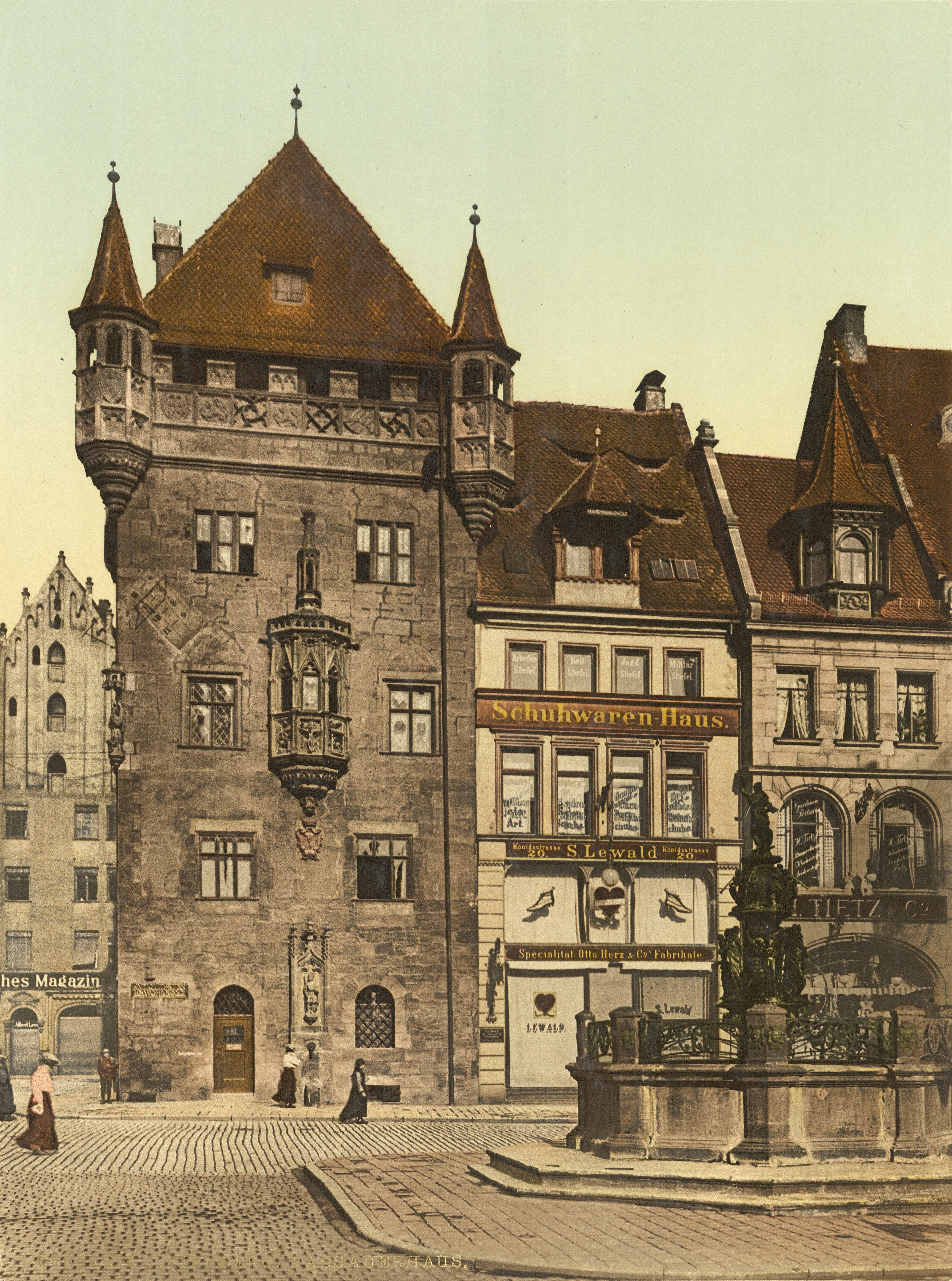
Nassauer Haus als Blickfang der Nürnberger Karolinenstraße (Photochromdruck, vor 1905)

Gerhard von Rad verbrachte seine Kindheit in Nürnberg. Die Familie von Rad wohnte von 1902 bis 1910 in der Karolinenstr. 33, danach im Kirchenweg. Sein Vater, der Mediziner Karl von Rad (1870–1949) arbeitete am städtischen Klinikum und stieg als Leiter der Psychiatrisch-neurologischen Klinik bis zum Stadtobermedizinalrat und Sanitätsrat auf. Seine Mutter Else (geb. Spitta, * 1875) war die Tochter des Tübinger Philosophieprofessors Heinrich Spitta.
Gerhard und sein älterer Bruder Hans waren wegen der verwandtschaftlichen Beziehungen in den Ferien regelmäßig in Tübingen. Da die Großeltern Spitta dort in der gleichen Straße wohnten wie die Großeltern Bonhoeffer, kannten sich Gerhard von Rad und Dietrich Bonhoeffer aus Kindertagen; ein lockerer Kontakt bestand auch in den folgenden Jahrzehnten.
Ab 1911 besuchte Gerhard von Rad das humanistische Gymnasium in Nürnberg. Schwache Leistungen im Fach Mathematik machten 1913 den Wechsel zum Gymnasium Casimirianum Coburg notwendig. Konfirmiert wurde Gerhard von Rad 1915 in St. Sebald von Friedrich Rittelmeyer. Da die Eltern in Nürnberg bezüglich des Konfirmandenunterrichts Wahlfreiheit hatten, standen die von Rads offenbar dem Freien Protestantismus nahe, wie Rittelmeyer ihn vertrat. Gerhard von Rad behielt seinen Konfirmator in positiver Erinnerung. Seit seiner Jugend war Gerhard von Rad mit der deutschen Literatur, besonders dem Werk Goethes, sehr vertraut.

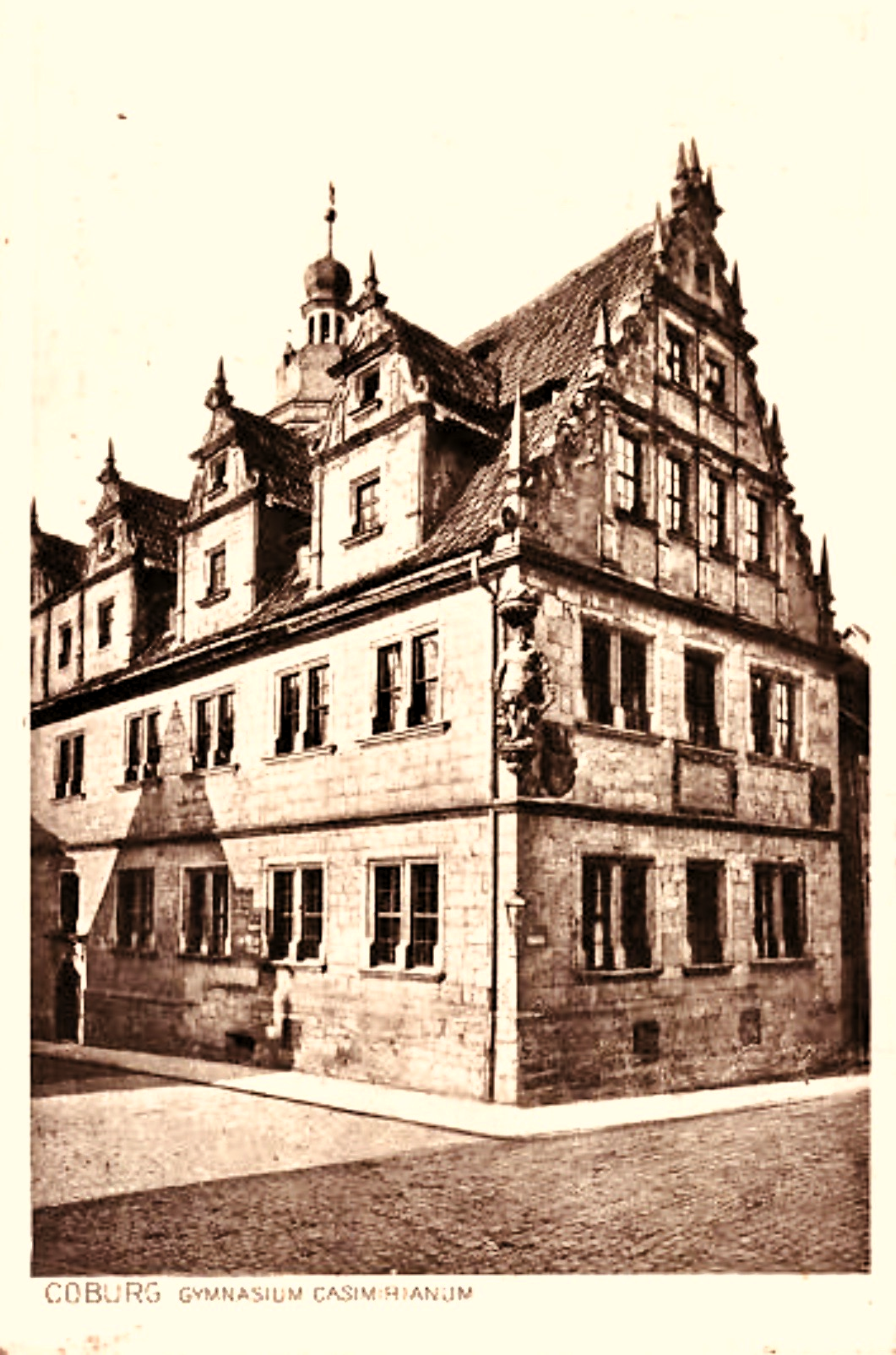
Casimirianum in Coburg (1909)

Die Schulzeit in Coburg war wegen des Ersten Weltkriegs mit Einschränkungen verbunden. Gerhard von Rad wohnte zunächst in einem Knabenpensionat. Weil er vom Leiter schikaniert wurde, nahmen die Eltern ihn dort heraus und brachten ihn in einer Privatpension unter. Er wollte Marineoffizier werden und wurde 1918 als Offiziersanwärter angenommen. Doch vor seinem Eintritt in die Marine war der Krieg beendet. In der Mathematik hatte er sich mittlerweile stabilisiert. Ein neuer Rektor des Casimirianum, der von der Fürstenschule Meißen kam, vermittelte dem Schulalltag starke Impulse: Betontes Deutschtum, an der Antike orientierte humanistische Bildung und eine durch militärisch organisierte Frühandachten vermittelte Kirchlichkeit prägten die letzten Schuljahre. Wanderungen, insbesondere Nachtwanderungen blieben Gerhard von Rad in Erinnerung, doch scheint er erst nach dem Abitur 1921 in Kontakt mit der Jugendbewegung gekommen zu sein.
Als Berufswunsch stand nun die Medizin im Vordergrund, aber sein Vater riet ihm davon ab. Gerhard von Rad stieß bereits als Primaner im Zusammenhang mit Familienbesuchen zum Mittwochskreis des Nürnberger Pfarrers an St. Sebald, Wilhelm Stählin. Ebenso wie Wolfgang Trillhaas, der dem gleichen Kreis angehörte, fasste er unter Stählins Einfluss den Entschluss zum Theologiestudium. „Vom Elternhaus her war es nicht zu erwarten, geschweige denn erwünscht.“ Dazu trugen lange Privatgespräche mit Stählin bei, aber auch die kursorische Lektüre von Karl Barths Römerbriefkommentar (1. Auflage); von Rad hat später als Kuriosum erzählt, dass er ausgerechnet durch Stählin auf Barth aufmerksam gemacht wurde.

### Studium in Erlangen und Tübingen
Zum Sommersemester 1921 immatrikulierte sich Gerhard von Rad für das Studium der Evangelischen Theologie an der Universität Erlangen, zeitweise bewohnte er mit seinem Bruder Hans, der Medizin studierte, ein gemeinsames Studentenzimmer. Hans von Rad erkrankte an Tuberkulose und starb im September 1923. Gerhard von Rad, der in Erlangen Anschluss suchte, gehörte kurz der Burschenschaft der Bubenreuther an. Er fühlte sich aber bei dem dort gepflegten Bier-Comment nicht wohl. Vom Theologiestudium blieb hauptsächlich eine Johannesvorlesung des Extraordinarius für Reformierte Theologie E. F. K. Müller in Erinnerung. Ansonsten nutzte von Rad jede Gelegenheit zu Besuchen im nahen Nürnberg.
Nach zwei Erlanger Semestern wechselte Gerhard von Rad an die Universität Tübingen, die wegen Adolf Schlatter und Karl Heim für bayerische Theologiestudenten eine hohe Attraktivität hatte. Er schloss sich der Studentenverbindung Akademische Gesellschaft Stuttgardia an, wichtiger war für ihn aber ein Kreis der Jugendbewegung, wo er sich mit Max Rümelin und Albrecht Faber anfreundete. Wie es einer pietistischen Tübinger Tradition entsprach, hatte die regelmäßige Bibelbetrachtung für von Rad in dieser Lebensphase große Bedeutung. Nach vier Tübinger Semestern kehrte er zur Examensvorbereitung nach Erlangen zurück und zog wieder im Elternhaus ein. Sein in der Regelstudienzeit von acht Semestern absolviertes Theologiestudium bleibt blass.

### Vikariat und Promotion
Nachdem er das erste Examen der Bayerischen Landeskirche am 9. März 1925 abgelegt hatte, ging er als Präfekt an das neue evangelische Studienheim in Würzburg. Von Rad war in diesem landeskirchlichen Internat für eine Gruppe von Jungen zuständig, mit denen er Wanderungen unternahm und Fußball spielte, außerdem war er zu allabendlichen Andachten verpflichtet. Bereits zum 1. Januar 1926 wurde er Privatvikar in Lauf an der Pegnitz, d. h. der schwerkranke Ortspfarrer bezahlte ihn dafür, dass er an seiner Stelle die Amtsgeschäfte versah und erhielt sich dadurch selbst die kirchlichen Bezüge. Am 7. Februar wurde von Rad in St. Johannis (Schweinfurt) ordiniert. Nachdem der Laufener Pfarrer verstorben war und die Stelle neu ausgeschrieben wurde, folgten für den Vikar von Rad strapaziöse Vakanzvertretungen in Neu-Ulm und Traunstein.

Die Nürnberger Familien von Rad und von Löffelholz waren miteinander befreundet. Gerhard von Rad, der Geige spielte, lernte Luise von Löffelholz (1902–1995), die Tochter des Generalmajors Georg Freiherr Löffelholz von Kolberg, bei gemeinsamen Hausmusikabenden kennen. Die Verlobung fand bereits kurz nach dem ersten Examen statt. Da Kandidaten der Theologie erst nach dem zweiten Examen heiraten durften, stand eine etwa dreijährige Wartezeit an. Am 9. Dezember 1928 fand die Trauung in St. Sebald statt.

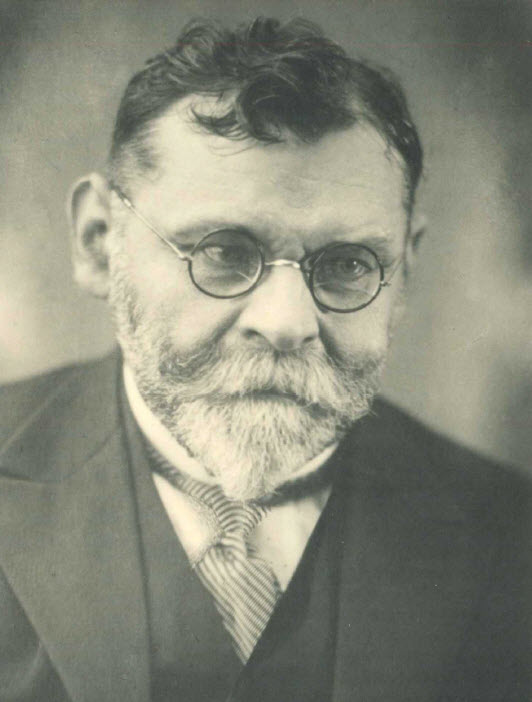
Otto Procksch (um 1925)

Am 17. November 1926 beantragte von Rad beim Landeskirchenamt einen einjährigen Urlaub, der dann mehrfach verlängert wurde. Er wolle bei dem Alttestamentler Otto Procksch eine wissenschaftliche Arbeit schreiben und gegebenenfalls eine akademische Laufbahn einschlagen. Procksch war 1925 von Greifswald nach Erlangen gewechselt; Gerhard von Rad erhielt von ihm die Auflage, zunächst die orientalischen Sprachen zu lernen. So nahm von Rad Arabisch- und Aramäischunterricht. Rückblickend äußerte er zu seinem Promotionsvorhaben, die antisemitischen Aktivitäten des 1921 gegründeten Bunds für Deutsche Kirche hätten ihn herausgefordert, mehr Kompetenz in Bezug auf das von dieser Gruppierung abgelehnte Alte Testament zu erwerben.
Procksch schlug ihm als Promotionsthema eine Arbeit über das Deuteronomium vor. Sie wurde 1929 unter dem Titel Das Gottesvolk im Deuteronomium veröffentlicht. Ein Jahr später folgte die von Procksch angeregte, aber in Leipzig fertiggestellte Habilitationsschrift Das Geschichtsbild des chronistischen Werkes.

### Privatdozent in Leipzig (1930–1934)

Albrecht Alt (1925)

Die Lehrstuhlinhaber Otto Procksch (Erlangen) und Albrecht Alt (Leipzig) waren seit langem miteinander befreundet. Procksch hielt Alts territorialgeschichtlichen Forschungen für wegweisend und empfahl Nachwuchswissenschaftlern deshalb, nach Leipzig zu gehen. So war von Rad seit dem Frühjahr 1928 auch in Alts Leipziger Veranstaltungen anzutreffen. Rückblickend erzählte von Rad, „wie ihn der freundliche, für ihn aber wenig ergiebige Otto Procksch zu dem fordernden und faszinierenden Albrecht Alt nach Leipzig vermittelt hatte.“
Als durch den Ruf Martin Noths an die Universität Königsberg die Assistentenstelle in Leipzig frei wurde, schlug Alt von Rad vor, als Privatdozent nach Leipzig zu wechseln und „all das philologische, archäologische und sonstige Zubehör“ zu erlernen. Er wolle ihn gern unterstützen, „am einfachsten so, daß ich Sie, wie das so meine Art ist, an dem Anteil nehmen ließe, was mich selbst von Tag zu Tag beschäftigt.“ Von Rad kam. Die vier Leipziger Jahre wurden für ihn sehr arbeitsreich. Er bot in jedem Semester einen Hebräischkurs, ein Proseminar und eine Hauptvorlesung an. Zweimal (1930 und 1932) nahm er in den Semesterferien an Alts mehrwöchigen Palästinaexkursionen teil. Innerhalb der damaligen akademischen Kultur entwickelte sich das Lehrer-Schüler-Verhältnis von Alts Seite so, dass von Rad in seinem Briefverkehr von „sehr geehrter Herr Kandidat“ zu „lieber Herr Kollege“ aufstieg, während von Rad sich so viel Nähe zu dem „sehr verehrten Herrn Professor“ nie gestattete.
Gerhard von Rad trat 1933 der SA bei; er gehörte ihr bis 1936 an.
Anfang 1934 gab es im Leipziger Auditorium Maximum eine Vortragsreihe unter dem Titel Führungen zum Christentum. Nachdem der „Weg der Germanen“ vorgestellt worden war, hatten Albrecht Alt, Joachim Begrich und Gerhard von Rad Gelegenheit, einen „Weg durch das Alte Testament“ aufzuzeigen. Alt gab diese drei Vorträge in Buchform heraus: Führung zum Christentum durch das Alte Testament. Von Rad hatte den dritten Vortrag übernommen, der unter dem Titel Das Ergebnis die Konsequenzen aus den Darlegungen der drei Alttestamentler formulierte: „Die ganze schwere Frage nach dem Alten Testament: gehört es den Juden oder gehört es der Kirche? – sie entscheidet sich ganz allein an Christus. Ist Jesus der Christus, dann ist er und die Gemeinde der Erbe des Alten Testaments. Ist er es nicht, war er nur ein später Prophet, ein Lehrer Israels … dann ist … die auf den Messias wartende Synagoge die legitime Erbin.“ Das Alte Testament ist nicht das Buch der Synagoge, es gehört der Kirche – diese in der Bekennenden Kirche beliebte Verteidigungsstrategie zerschnitt den Zusammenhang zwischen dem Alten Testament und dem zeitgenössischen Judentum.

### Ordinarius für Altes Testament

#### Jena (1934–1945)

##### Berufung

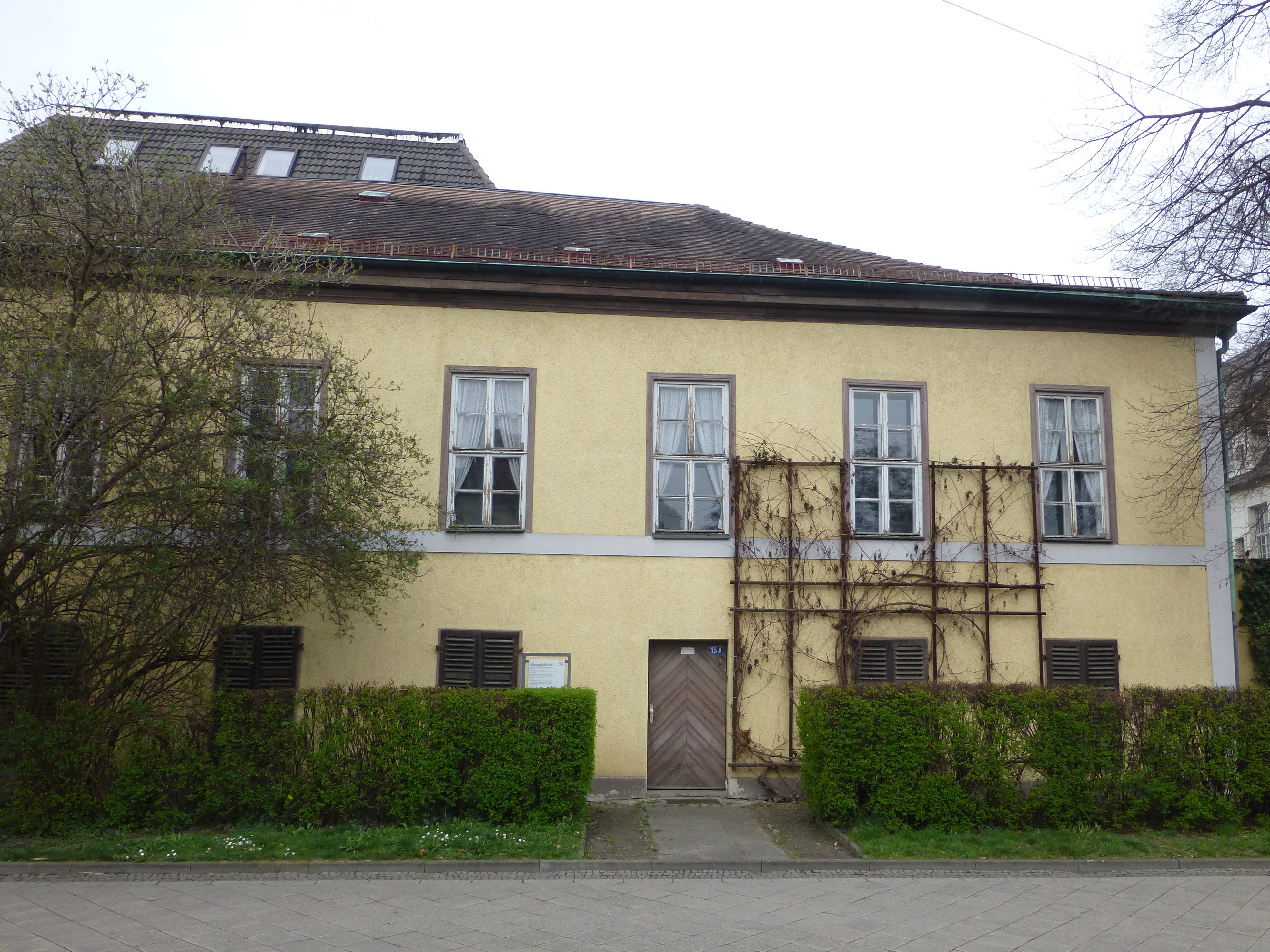
Hörsaalgebäude Löbdergraben 15a in Jena. Hier befand sich zu Gerhard von Rads Zeit das Theologische Seminar. 2015 wurde eine Gedenktafel enthüllt, die an ihn erinnern soll.

„Willy Staerk holt 1934 den Leipziger Privatdozenten mit einem unico-loco-Berufungsvorschlag der Fakultät [als seinen Nachfolger] an die Universität Jena.“ Von Rad selbst vermutete, dass er seine Berufung dem Drängen des Praktischen Theologen Wolf Meyer-Erlach verdankte. Dieser war bis 1933 bayerischer Gemeindepfarrer gewesen und hatte dann als Nationalsozialist und deutschchristlicher Rundfunkprediger Karriere gemacht; schließlich war er ohne wissenschaftliche Qualifikation auf den Lehrstuhl für Praktische Theologie in Jena gekommen. Meyer-Erlach schätzte von Rad irrtümlich als „positiven“ Theologen ein. Von Rads SA-Mitgliedschaft war ebenfalls karriereförderlich. Gerhard von Rad stand im Jenaer Kollegium von Anfang an am Rand. Er fand nur in Waldemar Macholz, der dem NS-Staat reserviert gegenüberstand, einen Ansprechpartner, und Macholz war von der Praktischen Theologie auf das Nebenfach Konfessionskunde abgedrängt worden. Je mehr die Fakultät auf den deutschchristlichen Kurs einschwenkte, desto mehr zogen sich Macholz und von Rad aus der Fakultätspolitik zurück. Mit seiner jungen Familie bewohnte Gerhard von Rad ein Einfamilienhaus im Ortsteil Kernberge (Leo-Sachse-Str. 20), wo zwei der vier Kinder zur Welt kamen.

##### Rezension von VischersChristuszeugnis
Im Jahr 1934 erschien Das Christuszeugnis des Alten Testaments I: Das Gesetz von Wilhelm Vischer, der zum Kreis um Karl Barth gehörte und soeben wegen Kritik an Hitler seine Dozentenstelle an der Kirchlichen Hochschule Bethel verloren hatte. Aber deshalb erhielt Vischers Publikation bei dem Rezensenten Gerhard von Rad keinen Bonus. Die von Ernst Wolf redigierte, somit Barth nahestehende Fachzeitschrift Evangelische Theologie verweigerte den Abdruck der scharfen Rezension von Rads; diese erschien 1935 in den Theologischen Blättern.
Vischer wollte den Bibeltext so lesen, wie er da stand, also synchron und endtextorientiert. Für von Rad war der Verzicht auf die Entstehungsgeschichte des Textes, also die in der historisch-kritischen Exegese übliche diachrone Betrachtung, eine „theologische Verzweiflungstat“; vor einem solchen Abbruch wissenschaftlicher Verpflichtungen wollte er deutlich warnen. Es fing schon damit an, dass Vischer den Pentateuch (das „Gesetz“) kommentierte, nicht den Hexateuch, und damit die Quellenschriften der Neueren Urkundenhypothese (Jahwist, Elohist, Deuteronomium, Priesterschrift) offensichtlich ignorierte, ihr Profil einebnete. „Der Pentateuch liest sich [bei Vischer] wie ein einheitliches und wie ein auf die Dauer doch etwas monotones Weissagungsbuch auf Christus.“ Immer wieder nahm Vischer Anleihen bei den Methoden und der Hermeneutik der Reformatoren. Mit Verweis auf Barths Kirchliche Dogmatik fragte von Rad, wie Vischers Art von Exegese, die selbst ganz in der kirchlichen Tradition stand, die ihr aufgetragene Überprüfung der kirchlichen Lehre und des Dogmas wahrnehmen könne. Von Rad bat darum, dass sich „die Ausleger des Alten Testaments vorläufig in der Verwendung von noch so schönen Luther- oder Calvin-Zitaten die allergrößte Beschränkung auferlegen wollten.“
Andere Rezensenten stimmten von Rad zu; Vischer war tief verletzt und blieb es, auch als von Rad späterhin einige positive Worte über ihn (aber nicht über dieses Buch) fand.

##### Hebräisch und Altes Testament an einer DC-geführten Fakultät
Am 5. Januar 1935 fand in Berlin auf Initiative Hans von Sodens der Evangelische Fakultätentag statt, ein Treffen von Hochschullehrern, die der Bekennenden Kirche nahestanden. Gerhard von Rad war der einzige Teilnehmer aus Jena.
Nach 1935 radikalisierten sich die Thüringer Deutschen Christen zunehmend, an der Fakultät wurde das durch Neubesetzungen der Ordinariate fühlbar. Heinz Erich Eisenhuth erhielt 1937 den Jenaer Lehrstuhl für Systematische Theologie, Walter Grundmann wechselte im Winter 1937/38 vom Eisenacher „Entjudungsinstitut“ auf den Lehrstuhl für Neues Testament in Jena. Nachdem Macholz 1938 emeritiert wurde, blieb Gerhard von Rad als letzter Vertreter der Bekennenden Kirche im Kollegium übrig, mit allerdings schwacher Unterstützung des Kirchenhistorikers Karl Heussi, der sich als neutral verstand. Von Rad suchte nach Möglichkeiten, Jena zu verlassen. In Erlangen hatte er gute Aussichten auf die Nachfolge von Procksch. Doch das Reichsministerium für Wissenschaft, Erziehung und Volksbildung machte klar, dass von Rad nicht mehr vorzuschlagen sei. Wie stark er im Abseits stand, zeigt der Umstand, dass von 1933 bis 1945 an der Jenaer Fakultät 45 Promotionsarbeiten eingereicht wurden, aber keine wurde im Fach Altes Testament geschrieben, und nur in wenigen Fällen war von Rad als Zweitgutachter beteiligt. Dissertationen der Grundmann-Schule beherrschten das Feld. Ende 1938 verzichtete das Eisenacher Landeskirchenamt auf den Nachweis von Hebräischkenntnissen im Ersten Theologischen Examen; Jesus Christus werde ohne Altes Testament aus der germanischen und deutschen Geschichte vollauf verständlich. Demnach sollten sich künftige Thüringer Pfarrer auf die religiösen Traditionen der Germanen konzentrieren. Heussi und von Rad versuchten mit einem Minderheitsvotum vergeblich, den Hebräischunterricht in Jena zu erhalten. Sie argumentierten, die Qualität der Lehre und der Ruf der Fakultät nehme Schaden. Im Wintersemester 1939/40 wurde Altes Testament von der Fakultät in die Religionsgeschichte eingegliedert. Da Altes Testament im Thüringer Ersten Examen nicht mehr abgeprüft wurde, hatte von Rad auch keine Aufgabe mehr als Prüfer. Es stand ihm frei, Hebräischunterricht für einzelne Interessierte anzubieten.

##### Bekennende Kirche und Runder Tisch
Ein Gegengewicht zu seiner Isolation an der Universität bot von Rad das Engagement in der Jenaer Bekenntnisgemeinde, zu der sich 100–180 Personen hielten. Ihr hatte sich Gerhard von Rad 1939 formell angeschlossen. Luise von Rad gehörte der Bekenntnisgemeinde bereits seit 1935 an und leitete zuhause illegale Mädchenkreise der Bekennenden Kirche. Sie war nach Einschätzung des Sohnes Ulrich „tatkräftiger, selbstbewusster und weniger gehemmt als der Vater und eigentlich die bessere ‚Kämpferin‘.“
Nachdem die deutschchristliche Kirchenleitung die Überlassung von Gemeinderäumen für Veranstaltungen der Bekennenden Kirche verboten hatte, mietete die Gemeinde einen Raum in der Camsdorfer Str. 17 an, den sie mit der Ortsgruppe von Christian Science gemeinsam nutzte, während sich im Erdgeschoss die NSDAP traf. Die Eheleute von Rad luden allwöchentlich zu offenen Abenden in ihr Haus ein. Hier wurden exegetische, theologische, aber auch literarische Themen diskutiert. Gerhard von Rad bereiste Bekenntnisgemeinden bis nach Hamburg und hielt Vorträge. Diese Reisen waren zeitraubend, besonders nach Kriegsbeginn. Er nahm in Kauf, dass seine wissenschaftliche Tätigkeit in Jena deshalb zurücktrat. Mindestens einmal (1937) unterrichtete er einen illegalen Kurs für Theologiestudenten der Bekennenden Kirche – eine Tätigkeit, die vorwiegend von Dozenten der Kirchlichen Hochschulen geleistet wurde, da Professoren an staatlichen Hochschulen mit ihrer Teilnahme die Entlassung riskierten. Ulrich von Rad hält die Zuordnung seines Vaters zum Widerstand gegen den NS-Staat gleichwohl für unzutreffend, dieser sei „von seiner Herkunft her bürgerlich geprägt mit einem tiefen Treuegefühl gegenüber dem Vaterland.“

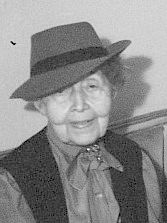
Ricarda Huch (1946)

Luise und Gerhard von Rad gehörten außerdem zum „Runden Tisch“, einem Jenaer Akademikerkreis um Ricarda Huch und ihren Schwiegersohn, den Juristen Franz Böhm. Weitere Mitglieder waren von Rads früherer Fakultätskollege Waldemar Macholz, der Altphilologe Friedrich Zucker, der Strafrechtler Heinrich Gerland, der Staatsrechtler Franz Wilhelm Jerusalem, die Betriebswirte Ernst Pape und Erich Gutenberg, der Internist Wolfgang Veil sowie Theodor Lockemann, der Leiter der Jenaer Universitätsbibliothek, teils mit den jeweiligen Ehepartnern. Der Ökonom Erich Preiser, der ebenfalls an den Treffen teilnahm, bezeichnete den Runden Tisch rückblickend als Widerstandskreis. Dies ist jedoch nach Einschätzung von Detlef J. Blesgen unzutreffend. Es handelte sich nicht um eine konspirative Gruppe, sondern um einen Gesprächskreis, der sich zunächst im Café Puhlvers, später in der Gaststätte Paradies und im Weinlokal Göhre zum Jour fixe traf. Die Ablehnung des NS-Regimes verband. Nicht privat, sondern in einem Café oder Restaurant über politische, auch militärische Themen zu diskutieren, hatte etwas Provokantes und erforderte Zivilcourage. Das Heimtückegesetz von 1934, die Kriegssonderstrafrechtsverordnung von 1938 („Wehrkraftzersetzung“) und das Verbot, ausländische Rundfunksender abzuhören und deren Nachrichten zu verbreiten – all das bot den NS-Behörden Handhaben genug, um gegen die Mitglieder des Runden Tischs vorzugehen. Nichts geschah. Wie bei totalitären Systemen üblich, wusste aber niemand, ob und wie die Geheime Staatspolizei intervenieren würde.
Die Familien von Rad und Böhm waren miteinander befreundet. Es gab Hausmusikabende, und Gerhard von Rad, ein begeisterter Autofahrer, lud zu Ausfahrten ein. Ricarda Huchs 80. Geburtstag wurde am 18. Juli 1944 mit einem prächtigen Gartenfest gefeiert. Die Gäste wussten, so von Rad rückblickend, dass nicht nur die Lebenszeit der Jubilarin, sondern eine ganze Ära sich dem Ende zuneigte.

##### Kriegsende
Gerhard von Rad wurde mehrfach gemustert, aber wegen eines Herzleidens vom Kriegsdienst zurückgestellt. Im Spätsommer 1944 wurde er dann doch eingezogen; ab Januar 1945 war er Sekretär und Lastkraftwagenfahrer für den Stab der Garnison von Jena-Zwätzen. Da Jena als durch Luftangriffe stark gefährdet galt, zog Luise von Rad mit den Kindern in das Haus ihrer Eltern in Endorf am Chiemsee.
Am 13. April 1945 nahmen amerikanische Truppen Jena ein; Gerhard von Rad kam in Gefangenschaft. Er war anschließend bis Juni 1945 in einem amerikanischen Kriegsgefangenenlager bei Bad Kreuznach. Rückblickend schrieb er nieder, wie verloren der Einzelne in der anonymen Menschenmenge war, die auf freiem Feld dicht an dicht unter katastrophalen sanitären Verhältnissen ausharrte. Einmal gab es einen Abendmahlsgottesdienst mit Wasser. Schließlich wurde er in das Revierzelt verlegt, wo die Lebensbedingungen besser waren. Hier traf er mit anderen Theologen zusammen, darunter Ernst Käsemann. Nach Entlassung schlug er sich per Anhalter auf der Autobahn nach Süddeutschland durch. Er erreichte das Haus seiner Familie in Endorf, wo er sich von der Lagerhaft erholte. Aus Jena, nun in der Sowjetischen Besatzungszone, erreichten ihn keine Informationen. Dagegen reisten Vertreter der Göttinger Theologischen Fakultät mehrmals nach Oberbayern, um von Rad das Ordinariat für Altes Testament anzutragen. Schließlich sagte er zu. „‚Jena blieb stumm‘, schrieb er später, ‚u[nd] war, wie ich annehmen mußte, akademisch tot.‘“

#### Göttingen (1945–1949)

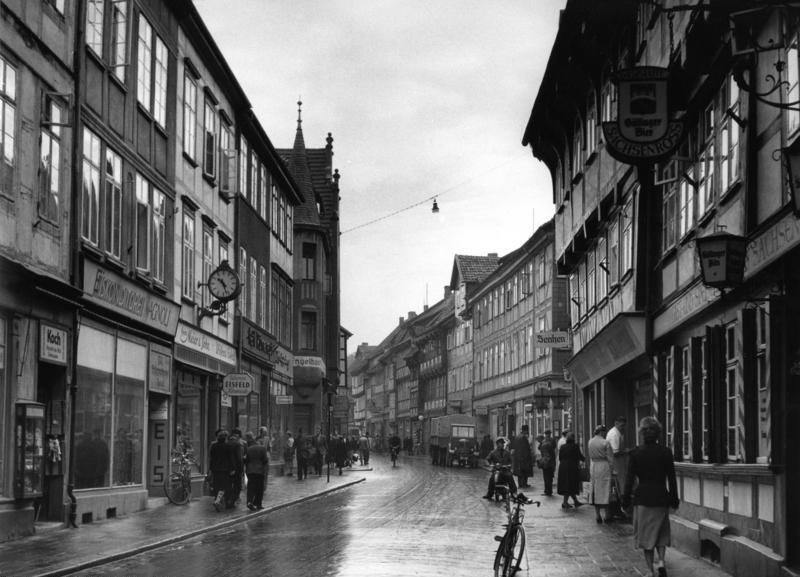
Die Göttinger Altstadt war im Zweiten Weltkrieg relativ wenig zerstört worden (Lange Geismarstraße mit Fachwerkhäusern, 1953)

Die Theologische Fakultät der Universität Göttingen hatte 1941 ihr Ordinariat für Altes Testament eingebüßt – ein Sonderfall unter den evangelischen Fakultäten. Ab dem 1. Juni 1945 gehörte Göttingen zur britischen Besatzungszone und war dort die am wenigsten zerstörte Universitätsstadt. Die frühe Wiederaufnahme des Lehrbetriebs war dadurch erleichtert, hinzu kam die Vermutung, dass die Theologische Fakultät Göttingen künftig den Pastorennachwuchs der Sowjetischen Besatzungszone ausbilden werde. Schon im August 1945 wurde der Lehrstuhl für Altes Testament wieder eingerichtet. Für die bislang stramm deutschchristlich ausgerichtete Fakultät stand ein personeller Neubeginn an. Auf Walter Bauer, der ordnungsgemäß emeritiert wurde, folgte der Bultmann-Schüler Günther Bornkamm. Emanuel Hirsch kam seiner Entlassung zuvor und ließ sich aus gesundheitlichen Gründen in den Ruhestand versetzen, auf ihn folgte Hans Joachim Iwand. Walter Birnbaum wurde entlassen, an seine Stelle trat Wolfgang Trillhaas. Der gleichfalls wegen seiner NS-Belastung entlassene Kirchengeschichtler Martin Gerhardt wurde durch Ernst Wolf ersetzt. Auf den Lehrstuhl für Altes Testament wurde Gerhard von Rad berufen. Diese Neubesetzungen der Ordinariate, bei denen im Hintergrund ein starker Einfluss von Otto Weber vermutet wird, machten aus der Göttinger Fakultät eine Art Vorzeigeprojekt: Alle Neuberufenen, deren fachliche Qualifikation unbestritten war, hatten wegen ihrer Zugehörigkeit zur Bekennenden Kirche im NS-Staat Nachteile gehabt.
Im Wintersemester 1945/46 bot von Rad zwei vierstündige Vorlesungen an. „Nun wird von Rads Hörsaal voll und übervoll. Wohl hatte schon der Privatdozent in Leipzig bald mehr Hörer gehabt als der Meister Albrecht Alt. … Jetzt kamen die Jungen aus den Lagern. ‚Sie wollten genau das, was wir bieten konnten. Bedürfnis der Studenten und Möglichkeiten des Dozenten kamen sich entgegen‘“ – so zitierte Hans Walter Wolff aus einem Gespräch mit Gerhard von Rad. Bei allem Beifall, den er im Hörsaal erhielt, sei von Rad aber auch bewusst gewesen, dass in den Kriegsjahren die internationale Forschung an ihm vorbeigelaufen war, und er viel aufzuholen hatte.

#### Heidelberg (1949–1966)

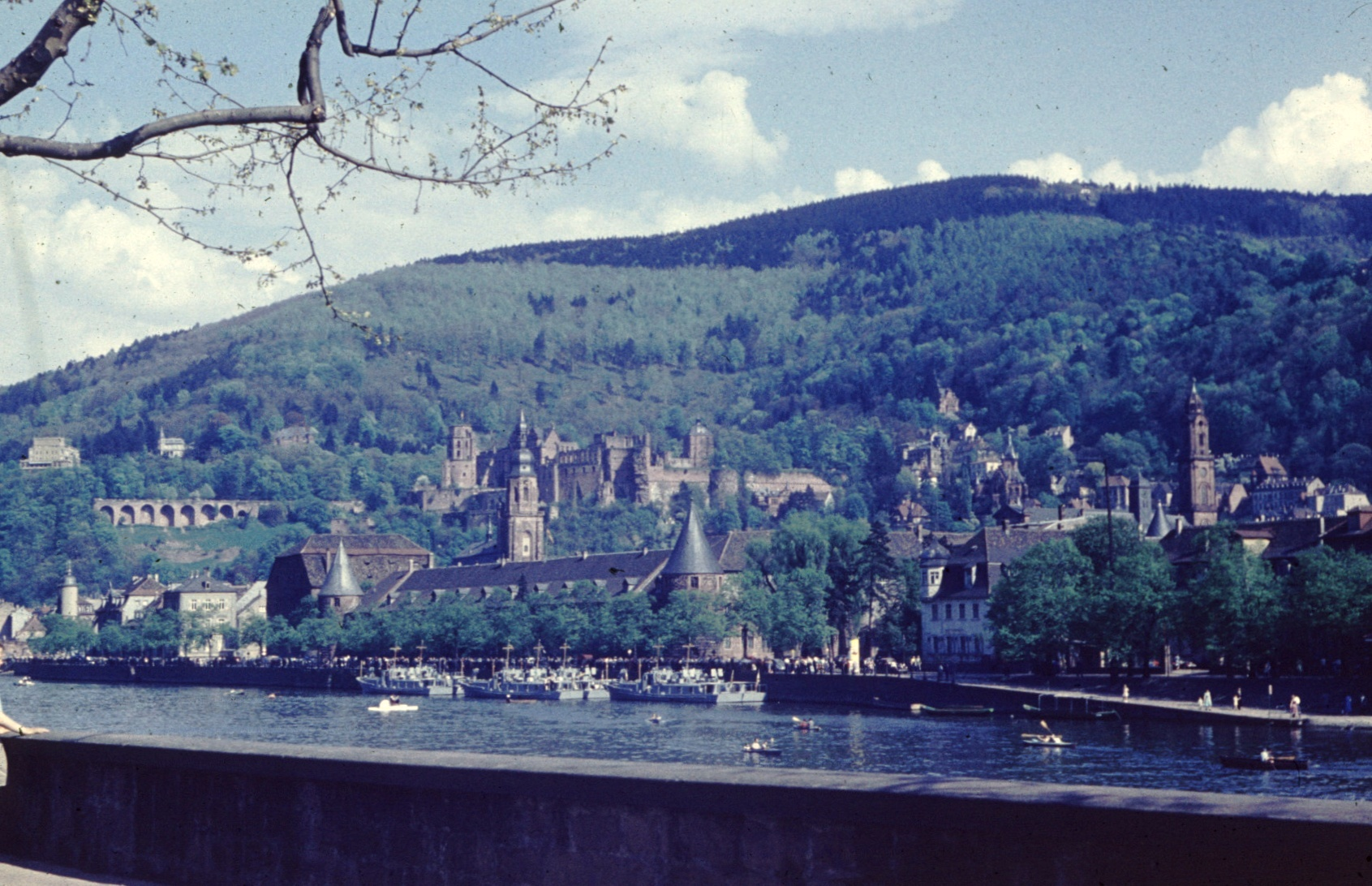
Alt-Heidelberg, 1955

1949 folgte von Rad einem Ruf an die Universität Heidelberg. „Eine Karawane von Studenten zog mit.“ Gerhard von Rad wusste zu schätzen, dass er, der Nürnberger, nun in Süddeutschland tätig sein konnte. „Die stilvolle und weltoffene Geistigkeit des alten Heidelberg sagte ihm zu, und er hat sie selbst auf seine Weise repräsentiert.“ Hinzu kam, dass der Austausch mit den Fakultätskollegen harmonischer als in Göttingen war. Insbesondere mit dem Kirchenhistoriker Hans von Campenhausen verband ihn eine enge Freundschaft.
Von Rads Vorlesungen fanden zur besten Zeit um 9 Uhr morgens im Hörsaal 13, dem Heidelberger Auditorium Maximum, statt. Seine Seminare waren überfüllt. Das ist nicht nur von dem her erklärbar, was von Rad inhaltlich bot. Denn vieles davon war nicht neu, sondern variierte Albrecht Alt und Hermann Gunkel. Es lag auch an der literarisch ansprechenden Form, die von Rad seinen Texten gab. Was sich so leicht liest, war sorgfältig und mühsam verschriftlicht worden. War ein Manuskript abgeschlossen, haderte von Rad damit, was ihm nicht gelungen war. Besonders unangenehm war es für ihn, eigene Bücher für Neuauflagen zu überarbeiten.
Nicht nur von Rad zu lesen, sondern vor allem, ihn zu hören, hatte Erlebniswert. Magne Sæbø erinnert sich an „die leise süddeutsche Stimme … die leisen Bewegungen seiner Hände …. Gerhard von Rad gestikulierte nie – das würde seinem ganzen Wesen entgegen sein … Seine äußeren Bewegungen waren ein vorsichtiger Ausdruck seines inneren Engagements, seines Pathos, das zur Auswirkung seines Redens und Lehrens so lebhaft beitrug.“
Von Rad gehörte dem Kuratorium der 1963 gegründeten Deutsch-Israelischen Studiengruppe Heidelberg an, die sich in Heidelberg für die NS-Aufarbeitung, gegen den Antisemitismus und für die Annäherung mit Israel engagierte.
1960/61 nahm von Rad eine Gastprofessur der Theologischen Fakultät der Princeton University wahr. In Großbritannien und in den Vereinigten Staaten waren von Rads Werke „in gemäßigt konservativen Kreisen“ populär.

### Letzte Lebensjahre
Am 31. März 1967 wurde Gerhard von Rad emeritiert. Die letzten Lebensjahre widmete er der Arbeit an seinem Hauptwerk Weisheit in Israel, welches 1970 fertiggestellt war. Gerhard von Rad stand politisch ebenso wie sein Assistent und Nachfolger Hans Walter Wolff der sozialliberalen Koalition nahe und begrüßte die Ostpolitik Willy Brandts; mit Gustav Heinemann war er persönlich befreundet.
Zu seinem 70. Geburtstag am 21. Oktober 1971 versammelte sich um Gerhard von Rads Krankenbett ein kleiner Freundeskreis. Ihm wurde eine Festschrift überreicht, die er mit Interesse durchsah. Bundespräsident Heinemann hatte das Vorwort verfasst. Der Geehrte starb wenige Tage später am 31. Oktober 1971, dem Reformationstag. Die Trauerfeier fand am 4. November in der Heidelberger Universitätskirche (Peterskirche) statt.

## Werk

### Das Gottesvolk im Deuteronomium(1929)
Wilhelm Martin Leberecht de Wette hatte 1805 die These aufgestellt, das im Tempel zur Zeit des Königs Joschija gefundene Tora-Buch (2 Kön 22,8–10 ) sei eine frühe Form des Deuteronomiums. Es sei im Zusammenhang mit den Reformmaßnahmen dieses Königs erst kurz vor der Auffindung niedergeschrieben worden. Die Deuteronomium-Forschung arbeitete sich in den 1920er Jahren immer noch an den von de Wette aufgeworfenen historischen Fragen ab.
Von Rad nahm sich in seiner Dissertation vor, das Buch textimmanent, als stilisierte Rede des Mose, zu interpretieren. Damit ließ er die von de Wette angeregten Diskussionen hinter sich und bahnte den Weg für eine theologische Interpretation des Deuteronomiums. Er arbeitete heraus, dass der „Volk-Gottes-Gedanke“ die „Quintessenz“ des Deuteronomiums sei. In der Spätphase der Weimarer Republik, als von Rad dies schrieb, hatte der „Volksgedanke“ hohe Attraktivität. Er war durch Paul de Lagarde und Houston Stewart Chamberlain nationalreligiös eingefärbt worden und begründete sowohl antisemitische als auch gegen das Alte Testament gerichtete Aktivitäten, namentlich durch den Bund für Deutsche Kirche. Den Deutschkirchlern entgegentreten zu können, war für von Rad das Hauptmotiv, aus dem Vikariat an die Universität zurückzukehren und zu promovieren.
Von Rad zufolge entwirft das Deuteronomium ein Ideal-Israel als große Familie, in der König, Priester und Propheten ihre speziellen Aufgaben wahrnehmen. Einzelne Nicht-Israeliten, die mit den Israeliten zusammen leben (hebräisch גֵּרִים gerîm, nach von Rad besser als „Beisassen“ denn als „Fremdlinge“ zu übersetzen) gehören irgendwie mit zum Gottesvolk, aber der Universalismus der Propheten ist dem Deuteronomium fremd. Das Verhältnis der Israeliten zu JHWH, der Kult, das Gesetz, die Institutionen – alles wird dem Zentralthema Gottesvolk zugeordnet, was dem Deuteronomium eine große inhaltliche Geschlossenheit verleiht. Konflikte braucht es nicht zu geben, eine Zukunftsdynamik auch nicht. So kann Ideal-Israel in Ruhe, fröhlich und dankbar in seinem Land gemäß den Geboten Gottes leben. Von Rad zufolge umweht diese Theologie ein „seltsamer Hauch des Zeitlosen.“
Die Dissertation von 1929 zeigt bereits, was für den Alttestamentler Gerhard von Rad typisch ist: er präsentiert das Deuteronomium als theologischen Gesamtentwurf, und er begründet den Volk-Gottes-Gedanken in der Erwählung Israels durch JHWH. Diese Erwählung stellt er in einen geschichtlichen Zusammenhang. Schließlich zieht er die Linien in Richtung Neues Testament aus. Das alles sicherte von Rads Dissertation eine breite Rezeption, zumal bei Neutestamentlern. Hier ist besonders Ernst Käsemanns Monographie Das Gottesvolk im Hebräerbrief (1939) zu nennen.

### Arbeiten zu den Büchern der Chronik

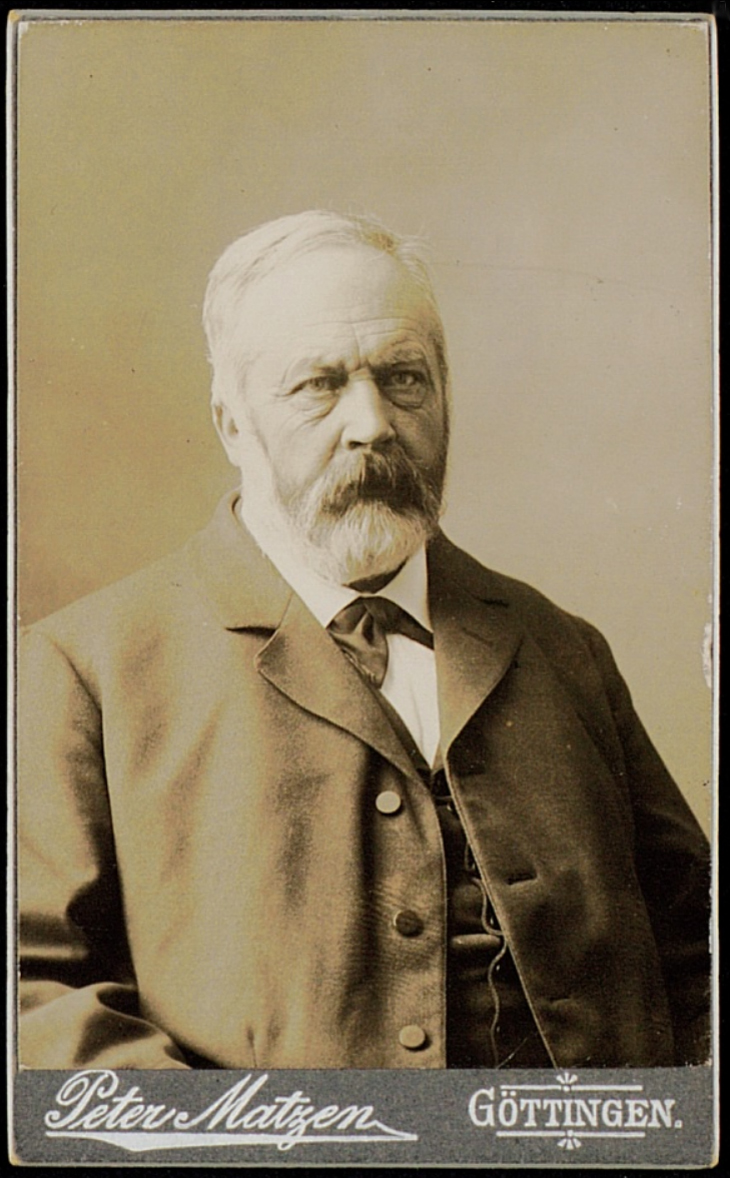
Julius Wellhausen um 1900

Otto Procksch hatte seinem Habilitanden eine Arbeit über Liturgien im 1. und 2. Buch der Chronik vorgeschlagen. Aber von Rad interessierte das nicht. Mit dem Einverständnis von Procksch wählte er als Thema: Das Geschichtsbild des Chronistischen Werkes (1930). Damit stand für ihn die Auseinandersetzung mit Julius Wellhausens Prolegomena zur Geschichte Israels an. Wellhausen hatte die Chronikbücher zu einem Midrasch erklärt und erläutert: „Der Midrasch ist die Folge der Heilighaltung der Reliquien der Vergangenheit, eine ganz eigene Wiedererweckung der toten Gebeine … Wie Efeu umgrünt derselbe den abgestorbenen Stamm mit fremdartigem Leben, Altes und Neues in sonderbarer Vereinigung mischend. Es ist Hochschätzung der Überlieferung, welche sich in ihrer Modernisirung äussert; aber dabei wird sie auf das willkürlichste umgedeutet, verrenkt und mit fremdartigen Zutaten versetzt.“
Von Rad hielt es für unzulässig, moderne Geschmacksurteile an die Chronikbücher heranzutragen. Er würdigte das Bestreben des Chronisten, die großen Verheißungen aus Israels Vergangenheit vor dem Hintergrund seiner eigenen Zeit neu zu formulieren. Seine Habilitationsschrift sah er als Vorarbeit, um die Grundgedanken des Chronisten zu erheben.
Die nachexilische jüdische Kultgemeinde generell und der Chronist im Besonderen wurden in der christlichen Exegese oft negativ bewertet; der Standardvorwurf lautete: enge Gesetzlichkeit. Indem von Rad 1934 (Die levitische Predigt in den Büchern der Chronik) in den Chronikbüchern predigende Leviten entdeckte, knüpfte er an die Hochschätzung der Predigt im Protestantismus an und wertete diesen Teil des Alten Testaments auf.

### Das formgeschichtliche Problem des Hexateuch(1938)
In dieser Arbeit stellte von Rad die These des Kleinen geschichtlichen Credo vor. Damit ist der Textabschnitt Dtn 26,5–9  gemeint, in von Rads Sicht der „Hexateuch im Kleinstformat“, der Kern, aus dem sich die ersten sechs Bücher des Alten Testaments entwickelt haben. Anlässlich des Erntefestes Schawuot wurde dieser Text rezitiert und so an den Auszug aus Ägypten und die Gabe des verheißenen Landes erinnert. Von Rad fand im Hexateuch zwei weitere Credo-Texte, nämlich Dtn 6,20–24  (zur Unterweisung von Kindern rezitiert) und Jos 24,2–13  (anlässlich des Bundeserneuerungsfestes rezitiert). Er unterschied eine Konstante, nämlich die „Aufzählung der Heilstatsachen“, und eine variable, dem kultischen Sitz im Leben entsprechende Ausformung. Bemerkenswert schien ihm, dass alle drei Credoüberlieferungen um Exodus und Landnahme kreisen und die Sinaitradition unerwähnt lassen.
Zeitlebens war von Rad überzeugt, mit dieser These seinen wichtigsten wissenschaftlichen Beitrag geleistet zu haben. Es gelang von Rad schnell, Alt von seiner Credo-Hypothese zu überzeugen, und auch Noth stimmte in seiner Überlieferungsgeschichte des Pentateuch (1948) vorsichtig zu.

### Genesis-Kommentar

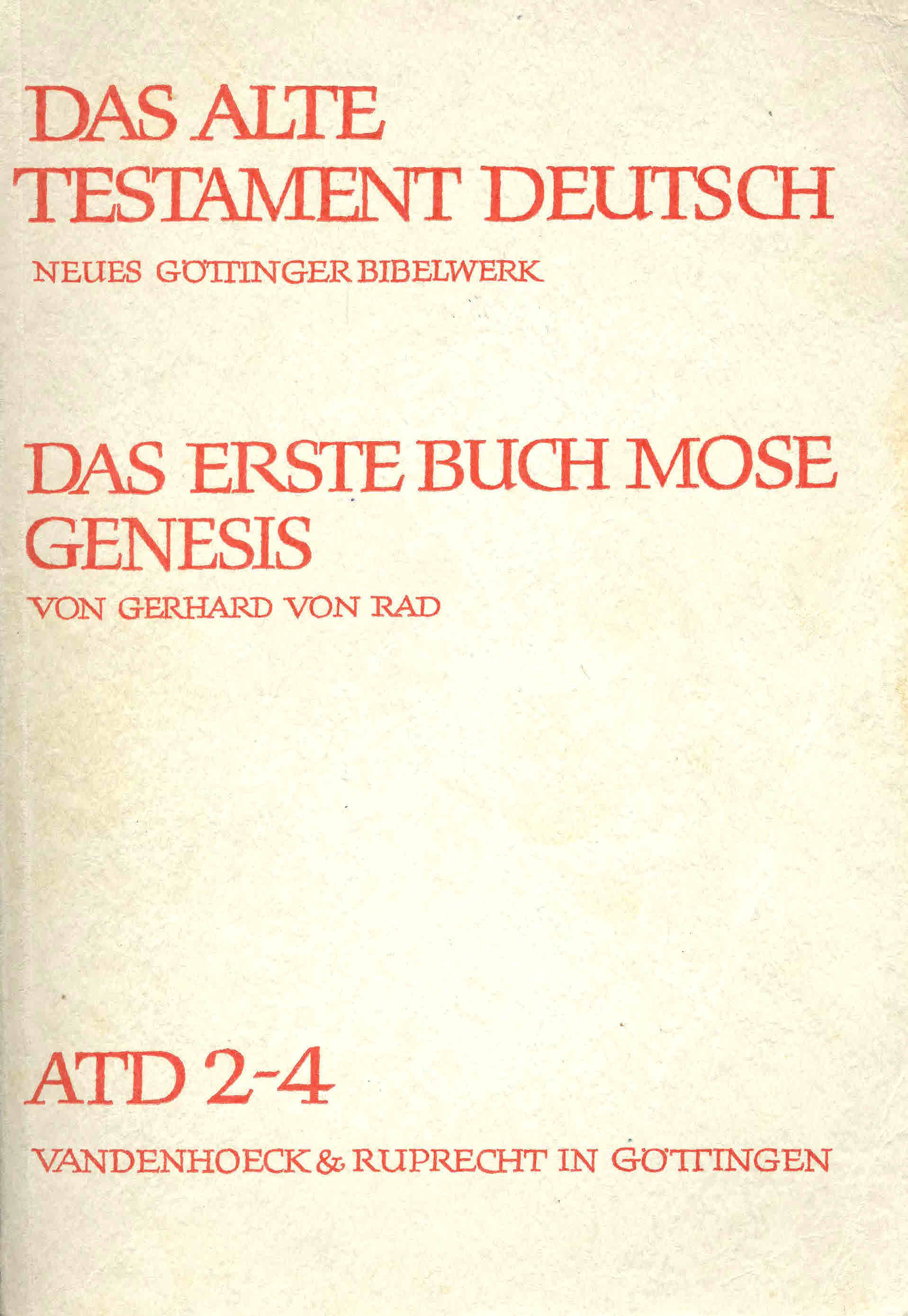
Titelblatt des Genesiskommentars in einer Ausgabe von 1972

Der Verlag Vandenhoeck & Ruprecht beauftragte Gerhard von Rad 1937 mit einem Kommentar zum Hexateuch für das Neue Göttinger Bibelwerk (die Reihe ATD); die Kommentierung des Buchs Genesis erarbeitete von Rad weitgehend in seiner Jenaer Zeit. Rolf Rendtorff zufolge betrachtete von Rad Hermann Gunkel als Vorbild und äußerte, Gunkel habe in seinem Genesiskommentar die Quellenscheidung im Stil Wellhausens nur durchgeführt, um wissenschaftlich ernst genommen zu werden, interessiert habe ihn das nicht. Bei von Rad zeigt sich laut Rendtorff das gleiche uninteressierte Durchspielen der Literarkritik, weil die Neuere Urkundenhypothese immer noch Voraussetzung für wissenschaftliche Anerkennung war. Sein Manuskript wuchs und wuchs, aber von Rad hatte wegen der politischen Rahmenbedingungen wenig Zuversicht, dass es jemals in den Druck gehen werde.

### Studien zum Kult in der Frühzeit Israels
Von Rads wissenschaftliche Arbeiten der Göttinger Zeit, von der Fertigstellung des Genesis-Kommentars abgesehen, kreisten um die Frage des israelitischen Kultes. Hier zeigt sich eine Grunddifferenz zu Julius Wellhausen: War dieser ein kirchenskeptischer Individualist des späten 19. Jahrhunderts, so war von Rad sehr bewusst ein Mann der (Bekennenden) Kirche. Religiöse Institutionen waren in von Rads Denken positiv besetzt. Wo in den alttestamentlichen Texten ein Ich spricht (etwa in den Psalmen), legte von Rad Wert darauf, dieses altorientalische Ich in starke soziale und kultische Ordnungen einzubinden.
Die zentrale Institution aus Israels Frühzeit ist bei von Rad immer wieder der hypothetische Zwölfstämmebund (Amphiktyonie). In einem 1949 gehaltenen, 1951 gedruckten Vortrag Der Heilige Krieg im alten Israel erklärte von Rad diesen Heiligen Krieg zu einer sakralen Aktion des Zwölfstämmebundes. Er begann demnach mit Reinigungsriten und endete mit dem Vollzug des Bannes (hebräisch חֵרֶם ḥeræm) an den Besiegten.
Martin Buber hatte 1945 in kritischer Auseinandersetzung mit Julius Wellhausen und Sigmund Mowinckel die These diskutiert, ob sich Israel zur Zeit des Mose im Zustand einer „primitiven Pansakralität“ befunden habe. Von Rad übernahm von Buber die Begriffsprägung Pansakralität. Er verstand darunter, dass in der Frühzeit Israels alle Lebensbereiche, ob Krieg, Rechtsprechung, Königsherrschaft oder persönliche Frömmigkeit, in sakrale Ordnungen eingebettet gewesen seien.

### Deuteronomium-Studien
Ebenfalls aus der Göttinger Zeit stammen die Deuteronomium-Studien (1947). Darin nimmt von Rad an, das Deuteronomium werbe darum, den kultischen Zwölfstämmebund der Frühzeit für die eigene, viel spätere Zeit wieder in Kraft zu setzen. Die Argumentation, die von Rad 1934 gebraucht hatte, um die Bücher der Chronik sympathisch erscheinen zu lassen (keine enge Gesetzlichkeit, sondern predigende Leviten), variierte er hier in Bezug auf das Deuteronomium: es sei gepredigtes Gesetz. Mit persönlicher Anrede wenden sich die im Deuteronomium zu Wort kommenden levitischen Wanderprediger an ihre Hörerschaft.

### Theologie des Alten Testaments
Von Rad setzt ein Bild der Frühgeschichte Israels voraus, in dem die Thesen des Gottes der Väter, der Landnahme der Israeliten (Migrationsmodell), des Zwölfstämmebundes ergänzt wurden durch von Rads eigene Entdeckung, das kleine geschichtliche Credo. Außerdem wirken bei von Rad Impulse von Hermann Gunkel: Dessen formgeschichtliche Methode wandte er nicht nur auf kleine literarische Einheiten, sondern auf das Wachsen größerer literarischer Zusammenhänge bis zur Letztgestalt des biblischen Textes an. Die kritische Untersuchung des Alten Testaments zeigt ihm, wie das Alte Testament aus Überlieferungskomplexen aufgebaut ist – teils stehen sie nebeneinander, teils wurden sie zusammengearbeitet. Dieses Wachstum der Überlieferung sah von Rad als absichtsvolle Auswahl unter den vielfältigen Traditionen des alten Israel, die aus ihrem ursprünglichen kultischen Kontext gelöst und so zusammengefügt wurden, dass sie vom Verhältnis zwischen JHWH und seinem Volk Israel in der Geschichte erzählen. Und umgekehrt: die Religion Israels ist nicht unmittelbar aus den Texten ablesbar, sondern nur gebrochen durch diesen Überlieferungsvorgang.

#### Die Theologie der geschichtlichen Überlieferungen Israels(1957)
Die Theologien des Alten Testaments, die in den 1930er Jahren beispielsweise von Ludwig Köhler und Walther Eichrodt vorgelegt wurden, zeigten, dass anscheinend die Wahl zwischen zwei unbefriedigenden Alternativen bestand: entweder die Einordnung der alttestamentlichen Stoffe in einen systematischen (und das heißt: von der christlichen Dogmatik inspirierten) Aufriss oder die letztlich willkürliche Setzung einer „Mitte des Alten Testaments“, um die herum sich die alttestamentlichen Stoffe gruppieren lassen. Von Rad wollte zwischen beiden Klippen hindurchsteuern und etwas Neues bieten. Die Dogmatik sollte nicht die Disposition des Stoffes vorgeben. Eine Mitte des Alten Testaments zu bestimmen, hielt er nicht für sinnvoll. Die Hochschätzung des Deuteronomiums in von Rads Gesamtwerk kommt allerdings einer „Mitte“ recht nahe. Hier schrammt von Rad an der einen Klippe.
Er geht im ersten, 1957 erschienenen Band seiner Theologie des Alten Testaments (Die Theologie der geschichtlichen Überlieferungen Israels) folgendermaßen vor: Zunächst kommt unter dem Titel Abriss einer Geschichte des Jahweglaubens und der sakralen Institutionen in Israel eine knappe Religionsgeschichte Israels. Man hätte diesen Teil auch auskoppeln und separat veröffentlichen können. Danach, auf Seite 117, startet von Rad noch einmal völlig neu mit Methodische[n] Vorerwägungen. Thema einer Theologie des Alten Testaments soll nur das sein, „was Israel selbst von Jahwe direkt ausgesagt hat“. Der Glaube Israels sei „geschichtstheologisch fundiert“: „Er weiß sich gegründet auf Geschichtstatsachen und weiß sich gestaltet und umgestaltet von Fakten, in denen er die Hand Jahwes wirksam sah.“
Diese Tatsachen und Fakten sind wohlgemerkt das, was Israel dafür hielt (Berufung der Erzeltern, Herausführung aus ägyptischer Sklaverei, das Land Kanaan als Gabe Gottes an Israel) – und was eine moderne Geschichte Israels als historische Fakten erhebt, kann davon sehr verschieden sein. Gerade die Hexateuchforschung, der von Rad sich selbst zurechnete, hatte das traditionelle Bild zerstört, wonach ganz Israel durch das Schilfmeer gezogen sei, am Sinai gestanden habe und das Land Kanaan eingenommen habe. Vielmehr lehrte sie, den Hexateuch als Ergebnis eines Wachstumsprozesses zu verstehen. Das Bild, das Israel von seiner Geschichte hatte, ist eines, „das auf wenigen, sehr alten Hauptthemen aufbaut, um die herum sich dann die Unzahl der frei umlaufenden Einzelüberlieferungen in organischem Wachstum ankristallisiert haben.“
Israel hat seine Geschichte immer wieder neu erzählt, dabei auch uminterpretiert, und die Theologie des Alten Testaments hat die Aufgabe, dieses Kerygma nachzuerzählen. Mit dem Begriff Kerygma nimmt von Rad klar Bezug auf den Neutestamentler Rudolf Bultmann und seine Schule. Ein weiterer Schlüsselbegriff von Rads, der theologiegeschichtlich bereits stark aufgeladen war, ist die Heilsgeschichte. Schnell sei Israel über die ältesten Bekenntnisformeln, die JHWH eine Rettungstat in der Geschichte zuschrieben, hinausgegangen und habe „bekenntnismäßige Summarien der Heilsgeschichte“ komponiert, der wichtigste derartige Bekenntnistext sei das Kleine geschichtliche Credo Dtn 26,5–9  „mit allen Anzeichen eines hohen Alters“.
In der Durchführung seines Programms erzählt von Rad den Hexateuch nach, dann das Deuteronomistische Geschichtswerk und das Chronistische Geschichtswerk. Das umfangreiche Schlusskapitel Israel vor Jahwe (Die Antwort Israels) durchbricht dann aber die Konzeption des Buches. Einleitend heißt es: „Jahwe hat sich sein Volk nicht als stummes Objekt seines Geschichtswillens, sondern zum Gespräch erwählt. Diese Antwort Israels … zeigt uns, wie Israel … diese Existenz in der Unmittelbarkeit und Nähe zu Jahwe bejaht und verstanden hat … aber auch, wie Israel in diesem Verkehr mit Jahwe sich selbst offenbar wurde …“ Mit anderen Worten: es geht vor allem um das Buch der Psalmen und die Anthropologie, die sich daraus erheben lässt. Für Rudolf Smend zeigt sich in diesem nachklappenden, aber gehaltvollen Kapitel eine Schwäche des Konzepts: die poetischen und weisheitlichen Bücher des Alten Testaments enthalten kaum „geschichtliche Überlieferungen“ Israels. Mindestens das Buch der Psalmen hat aber so viel Eigengewicht, dass von Rad es nicht einfach beiseitelassen konnte. Anthropologie an dieser Stelle der Gesamtdarstellung einzuordnen, sieht allerdings nach einer systematischen Disposition des Stoffs aus. Von Rad merkte, dass er hier an der anderen Klippe schrammte und versuchte, den Stoff in diesem Kapitel so darzubieten, dass der Abstand zur christlichen Dogmatik gewahrt blieb.

#### Die Theologie der prophetischen Überlieferungen Israels(1960)
Die Diskussion um von Rads Theologie des Alten Testaments war sehr rege. Mit dem zweiten Band, Die Theologie der prophetischen Überlieferungen Israels, auf den das Publikum drei Jahre wartete, versuchte von Rad auf kritische Anfragen einzugehen. Warum er die prophetischen Überlieferungen getrennt von den geschichtlichen Überlieferungen betrachten wollte, hatte er bereits im ersten Band angedeutet: Die höchst vielfältige Verkündigung der Propheten habe „ihre Mitte und ihre bestürzende Sprengwirkung, daß sie die bisherige Existenz Israels vor Jahwe zerschlagen und den Geschichtshorizont eines ganz neuen Gotteshandelns mit Israel aufgerissen hat.“ Diese Zukunftsausrichtung der Propheten führt, wie man ahnt und wie es von Rad in seinem zweiten Band dann auch einlöst, direkt zu Jesus Christus und ins Neue Testament hinein: „Wohl, das Alte Testament läßt sich nicht anders lesen als das Buch einer ständig wachsenden Erwartung. … Aber merkwürdigerweise war keine Erfüllung in der Geschichte imstande, diese Erwartung zu befriedigen und zur Ruhe zu bringen.“

#### Reaktionen
Von Rads Theologie wurde allgemein sehr positiv aufgenommen. Verbreitet war der Eindruck, dass das Werk besonders nahe an den biblischen Texten sei und ihnen besser entspreche als ältere Entwürfe der Theologie Israels. Es gab jedoch auch kritische Anfragen:
Die schärfste Kritik, die von Rad persönlich verletzte, formulierte 1961 der Erlanger Alttestamentler Friedrich Baumgärtel. In von Rads zweibändigem Werk fand Baumgärtel auf Schritt und Tritt eine unklare Begrifflichkeit, die von Rad mit sprachlicher Eleganz verschleiere. Der zentrale Vorwurf lautet, dass von Rad mit seiner These, Theologie sei Nacherzählung, den Pfarrer regelrecht dazu verführe, seinen alttestamentlichen Predigttext einfach nachzuerzählen und ohne systematisch-theologische Reflexion in einem „Kurzschlußverfahren“ irgendwie christlich umzubiegen. Von Rads Interpretation des Alten Testaments führe den Leser nicht zu den klassischen Fragestellungen der Systematischen Theologie hin, sondern an ihnen vorbei.
Walther Zimmerli nahm von Rad 1963 zwar vor dem Vorwurf in Schutz, er betreibe nur Anthropologie und nicht Theologie, wenn er Israels kreative Nach- und Neuerzählung seiner religiösen Traditionen so stark gewichte. Von Rad unterscheide aber das, was Israel für Fakten seiner Glaubensgeschichte hielt und das, was der Historiker als Geschichte Israels erhebt, und da frage sich der Leser, ob der Glaube an der realen Geschichte nicht interessiert sei. Zimmerli war nicht einverstanden damit, die Propheten als Charismatiker so aus den geschichtlichen Traditionen Israels herauszulösen, wie von Rad es in seinem zweibändigen Werk getan hatte. „Es führt dieses auch geschichtlich zu seltsamen Sichten.“
Als Neutestamentler hatte Hans Conzelmann 1964 Anfragen an die Kontinuität vom Alten zum Neuen Testament, die von Rad aufzuweisen suchte. Wenn von Rads Theologie die Geschichte Israels von Abraham bis Maleachi verfolgte (vgl. Band 2, S. 384), so klaffe zwischen Altem und Neuem Testament ein Loch. „Das spätere Judentum wird schlicht ausgeschieden. Es ist Entartungserscheinung: Das alttestamentliche Gesetzesverständnis ist in ihm zur Gesetzlichkeit depraviert, das alttestamentliche Geschichtsverständnis zur Apokalyptik.“ Gegen diese Sichtweise hatte Conzelmann Bedenken.

### Weisheit in Israel(1970)
Mit seinem Spätwerk Weisheit in Israel (1970) verblüffte von Rad seine große Lesergemeinde. In seiner Theologie des Alten Testaments war die Geschichte der umfassende Sinnhorizont. In seinem Weisheitsbuch geht es um die Überlegungen der biblischen Weisen zur zeitlos gültigen „Selbstoffenbarung der Schöpfung.“ Von Rads Themenwechsel folgte einem Trend. Denn Ende der 1960er Jahre hatte sich in Bezug auf die zuvor intensiv betriebene Geschichtstheologie ein Überdruss eingestellt, und die Weisheit war für viele Autoren eine reizvolle Alternative. Von Rad war bekannt dafür, im Alten Testament die großen Linien herauszuarbeiten. Im Weisheit in Israel dagegen untersuchte er kleine Textabschnitte bis hin zu einzelnen Sentenzen.
Israel hatte Anteil an den Weisheitslehren des Alten Orients; insofern ist die Weisheit „international“. Diese Stoffe wurden aber angeeignet und dabei verändert, „hineingenommen in den Horizont eines Gottesglaubens und eines Wirklichkeitsverständnisses, das verschieden war von dem seiner Nachbarn.“ Im Ergebnis sieht von Rad die Weisheit Israels durch ihre Negationen am stärksten charakterisiert. Sie verzichte darauf, ein ideales Menschenbild zum Ziel der Erziehung zu erheben; wissenschaftliche Systembildung liege ihr fern – auch ein Beitrag zum philosophischen Gespräch sei von ihr weniger zu erwarten. Der Leser der biblischen Weisheitsschriften nehme die Erkenntnis mit, „daß ein verläßliches Wissen nur im vertrauenden Umgang mit den Dingen zu gewinnen ist; daß es eine große Weisheit ist, von dem Versuch abzustehen, ihrer begrifflich Herr zu werden, daß es vielmehr weise ist, den Dingen ihr zuletzt doch immer rätselhaftes Wesen zu lassen …“

## Wirkung
Gerhard von Rads Wirkung als akademischer Lehrer war sowohl in der Pfarrerschaft als auch im akademischen Nachwuchs enorm. Viele seiner Schüler bekleideten später Professuren an deutschen Universitäten wie z. B. Hans Walter Wolff, Odil Hannes Steck, Hans-Joachim Kraus, Rolf Rendtorff, Klaus Koch und Hans-Jürgen Hermisson. Wesentliche Ansätze von Rads griff auch Hartmut Gese auf.

### Pannenbergkreis in Heidelberg

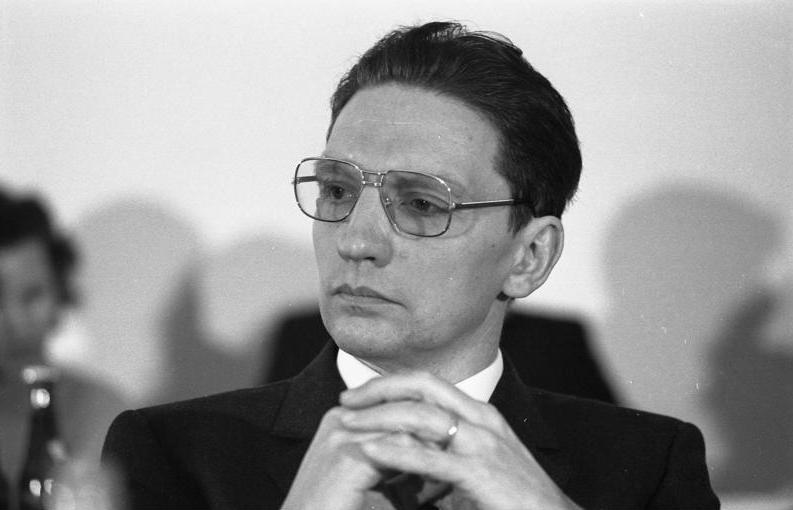
Wolfhart Pannenberg, 1983

Wolfhart Pannenberg besuchte von 1950 bis 1952 mehrere Lehrveranstaltungen von Rads und wurde von diesem Alttestamentler im Studium stark geprägt. Um ihn bildete sich ein Kreis von Heidelberger Doktoranden und Studenten, die die Konsequenzen der Theologie Gerhard von Rads für die Systematische Theologie diskutieren wollten. Außer Pannenberg gehörten zu diesem Kreis, der sich über einen längeren Zeitraum 14-täglich traf, Klaus Koch, Rolf Rendtorff, Dietrich Rössler und Ulrich Wilckens. Koch, der 1950 bei von Rad promoviert hatte, war von 1950 bis 1953 dessen Assistent; Rendtorff promovierte 1953, ebenfalls bei von Rad. Nachträglich stießen Trutz Rendtorff und Martin Elze zu dem Kreis hinzu. Von Rads Interpretation des Alten Testaments, verbunden mit den Vorlesungen Karl Löwiths zur Geschichtsphilosophie, ging in das Programm des Pannenbergkreises ein: Geschichte ist Offenbarung, später umformuliert zu: Offenbarung als Geschichte.

### Ekklesiologie des Zweiten Vatikanischen Konzils
Die 1964 von Papst Paul VI. promulgierte dogmatische Konzilskonstitution Lumen gentium beschreibt die Kirche als pilgerndes Volk Gottes. Sebastian Kirschner untersucht, inwiefern Gerhard von Rads Dissertation über das Buch Deuteronomium (1929) mit ihrem Fokus auf dem Volk-Gottes-Gedanken die Konzilsväter beeinflusst hat. Demnach ist eine direkte Kenntnis der Arbeit von Rads nicht dokumentiert. Die Rezeption von Rads lief über die Arbeiten zweier evangelischer Neutestamentler, die beide aufbauend auf von Rad den Volk-Gottes-Gedanken im Neuen Testament untersuchten, wobei Oepke die Linien in die systematische Theologie hinein auszog:
- Nils Alstrup Dahl: Das Volk Gottes. Eine Untersuchung zum Kirchenbewußtsein des Urchristentums (1941, Nachdruck 1963)
- Albrecht Oepke: Das neue Gottesvolk in Schrifttum, Schauspiel, bildender Kunst und Weltgestaltung (1950)

Die Lektüre von Dahl und Oepke ist bei mehreren Konzilstheologen dokumentiert. Die deutlichste Spur von Radschen Denkens im Konzilsdokument ist die Formulierung, dass Gott Israel als Eigenvolk erwählt habe (Sibi in populum eligit), verbunden mit der Feststellung, dass diese Erwählung eine geschichtliche Tat, keine unhistorische Setzung gewesen sei.

### Marginalisierung der Religionsgeschichte
Betrachtet man die evangelische Theologiegeschichte des 19. und 20. Jahrhunderts, so stellt man fest, dass dort abwechselnd die Religionsgeschichte Israels und die Theologie des Alten Testaments Konjunktur hatten. Die große Breitenwirkung, die Gerhard von Rad mit seiner Theologie des Alten Testaments zeitweilig erzielte, führte dazu, dass der religionsgeschichtliche Vergleich alttestamentlicher und altorientalischer Texte, für den sich beispielsweise Hermann Gunkel begeistern konnte, an Bedeutung verlor. Programmatisch heißt es am Beginn des religionsgeschichtlichen Durchgangs im ersten Band der Theologie von Rads: „Die direkten Quellen für die Religions- und Kultusgeschichte des alten Israel liegen ausschließlich im Alten Testament.“ Neue Erkenntnisse der Ikonographie und Epigraphik interessierten deshalb in den 1960er und 1970er Jahren nur Spezialisten, stellt Ulrich Berges fest, und illustriert dies an einem Beispiel: 1978 wurden in Kuntillet ʿAdschrud, einem archäologischen Fundplatz auf der Sinai-Halbinsel, auf zwei Pithoi Inschriften entdeckt, die lokale JHWH-Kulte bezeugten. Aber das Echo darauf war gering. Dabei zeigte die in den Inschriften verwendete Formulierung JHWH von Teman (bzw. von Samaria) und seine Aschera, wie auch immer zu interpretieren, „die Verwobenheit des Gottes Israels mit den Göttern der altorientalischen Welt.“

## Mitgliedschaften und Ehrungen
- 1953 Theologischer Ehrendoktor der University of Glasgow
- 1954 Großes Bundesverdienstkreuz mit Stern
- 1955 Heidelberger Akademie der Wissenschaften
- 1962 Theologischer Ehrendoktor der Universität Lund
- 1963 Orden Pour le mérite für Wissenschaften und Künste
- 1964 Theologischer Ehrendoktor der Bangor University
- 1971 Theologischer Ehrendoktor der Universität Utrecht.[105]

## Veröffentlichungen (in Auswahl)
- Das formgeschichtliche Problem des Hexateuchs (= Beihefte zur Wissenschaft des Alten und Neuen Testaments, 26). Kohlhammer, Stuttgart 1938.[106]
- Das erste Buch Mose: Genesis. Vandenhoeck & Ruprecht, Göttingen Bd. 1: 1949, 111981; Bd. 2: 1952, 61967; Bd. 3: 1953, 51967.
- Das fünfte Buch Mose: Deuteronomium. Vandenhoeck & Ruprecht, Göttingen 1964, 31978.
- Theologie des Alten Testaments,
  - Band 1: Die Theologie der geschichtlichen Überlieferungen Israels. Kaiser, München 1957, 101992. ISBN 3-459-01673-6.
  - Band 2: Die Theologie der prophetischen Überlieferungen Israels. Kaiser, München 1967, 91987. ISBN 3-459-01674-4.
- Weisheit in Israel. Neukirchener Verlag, Neukirchen-Vluyn 1970. ISBN 3-7887-0012-2.
- Gesammelte Studien zum Alten Testament,
  - Band 1, 4. Auflage. Kaiser, München 1971.
  - Band 2. Kaiser, München 1973.
- Gottes Wirken in Israel: Vorträge zum Alten Testament. Neukirchener Verlag, Neukirchen-Vluyn 1974. ISBN 3-7887-0404-7.
- Erinnerungen aus der Kriegsgefangenschaft Frühjahr 1945, hrsg. von Luise von Rad. Neukirchener Verlag, Neukirchen-Vluyn 1976. ISBN 3-7887-0507-8.